# آنا سينزيا بونفريسكو
آنا سينزيا بونفريسكو (من مواليد 12 أكتوبر 1962 في ريفا ديل جاردا) سياسية إيطالية.
في الانتخابات العامة لعام 2006 تم انتخابها عضوًا في مجلس الشيوخ عن قائمة فورزا إيطاليا. أعيد انتخابها في الانتخابات العامة لعامي 2008 و2013.
في 3 يونيو 2015 غادرت فورزا إيطاليا للانضمام إلى حزب المحافظين والإصلاحيين الذي أصبحت زعيمة المجموعة في مجلس الشيوخ. في ديسمبر 2016 تخلت عن مجلس النواب وانضمت رسميًا إلى الحزب الليبرالي الإيطالي. في عام 2018 انتخبت عضوة مجلس الشيوخ للمرة الرابعة على قائمة الرابطة.
في عام 2019 تم انتخابها كعضو في البرلمان الأوروبي في عام 2019.